# Pervomayskaya Peak
Pervomayskaya Peak är en bergstopp i Antarktis. Den ligger i Östantarktis. Norge gör anspråk på området. Toppen på Pervomayskaya Peak är 2 795 meter över havet, eller 297 meter över den omgivande terrängen. Bredden vid basen är 1,2 km.
Terrängen runt Pervomayskaya Peak är huvudsakligen kuperad, men norrut är den bergig. Trakten är obefolkad. Det finns inga samhällen i närheten. 